# 聶震
聶震，山東長山人，明朝官员、進士出身。

## 生平
洪武十七年，山東鄉試中舉。洪武十八年，登進士二甲四十九名，授戶部主事，升員外郎。后官至戶部左侍郎。為官持正，善於裁定。洪武二十九年（1396年），因事被免。